# Dioniz
Dioniz (grč. Διώνυσος, Diốnysos) u grčkoj mitologiji bog je plodnosti, veselja, vegetacije, vina, žena, bog-bik. Također je poznat kao Bakho (lat. Bacchus), Bah, Bak, Bako i u grčkoj i u rimskoj mitologiji. Poznat nam je i pod drugim imenima, kao npr. Jakhus ili Zagrej.

## Etimologija
Dionizovo grčko ime izvodi se od riječi Dios - genitiv imena Zeus i nysos - tračke riječi za sina. Druga je mogućnost da se dovodi u vezu s Nisom - nimfom koja ga je dojila ili planinom gdje su ga posjetile nimfe Nisijade koje su ga nahranile i učinile besmrtnim, kako im je zapovjedio Hermes.

## Kult
Dioniz je bog mističnih religijskih rituala. Po tračkim misterijima on nosi bossoris, lisičje krzno, koje simbolizira novi život.
Dionizijski misteriji ostali su jedni od najtajnijih mističnih kultova antičke Grčke. Mnogi povjesničari vjeruju da je Dioniz sinestezija lokalnog grčkog božanstva prirode i mnogo jačeg božanstva iz Trakije ili Frigije, kao što je Sabozios.
Općenito Grci vjeruju da je dionizijski kult u Grčku došao iz Anatolije. Po pričama, nakon rođenja Zeus odnosi Dioniza u zemlju nimfa Nisaida. Grčki koncept gdje se zemlja Nisaida nalazi dopušta da ona bude Anatolija, Libija, Etiopija, Arabija. Sve u svemu, to nam sugerira da je namjerno postavljen u magičnu, daleku zemlju.
Tragovi istih ili vrlo sličnih božanstava mogu se pronaći u Mikeni i minojskoj kulturi. Dioniz je u kulturi Grčke i njezinih prethodnika dugo prisutan (prije 1500. pr. Kr.), no uvijek ostaje donekle stran.
Tipična dionizijska obilježja jesu bik, zmija, bršljan i vino. Dioniz ima snažnu povezanost sa satirima, kentaurima i silenima. Satiri su po Grčkoj mitologiji poluljudi, poluživotinje, koji opsjedaju šume i prate Pana ili Dioniza. Heziod ih naziva braćom planinskih nimfa te Kuretesa, no beznačajnom i ništavnom rasom. Satiri su muški sljedbenici Dioniza, njegove su sljedbenice menade. Satiri nisu besmrtni, nego mogu umrijeti. Seleni su tek stari satiri.
U grčkim je gradovima ulica spajala kazalište i Dionizov hram, što je omogućavalo održavanje svečanih procesija koje su sjedinjavale kult u hramu i proslavu u kazalištu.

## Mitologija

### Rođenje
Dolazak Dioniza na svijet je donekle čudan, čak i za grčku mitologiju, te izaziva teškoće u njegovu smještanju unutar panteona grčkih bogova. Njegova je majka Semela, kći Kodmusa, sina kralja Fenikije i Europina brata. Semela je smrtnica, ljudskog je roda, a Dionizov je otac Zeus, kralj bogova.
Postoji nekoliko inačica priče o Dionizovu dolasku u postojanje, no zajednička svima jest njegovo ponovno rađanje (uskrsnuće). To ponovno rađanje jest i glavni razlog njegova štovanja u religijskim misterijima - smrt i uskrsnuće bili su elementi mističkog otkrivenja.
Jedna od priča o Dionizu (iz orfičkih himna) govori kako je Hera, Zeusova žena, bila ljubomorna na dijete koje nije bilo njezino, pa je poslala Titane da ga rastrgaju. Oni su dijete namamili igračkama i rastrgali ga na komadiće te ga gotovo cijelog pojeli prije nego što ih je Zeus uspio rastjerati svojom božanskom grmljavinom. Jedini dio koji je spašen bilo je njegovo srce. Zeus je srce usadio u Semelinu utrobu i Dioniz biva ponovo rođen.

### Mladost
Legenda kaže da je Zeus uzeo malog Dioniza i povjerio ga na čuvanje kišnim nimfama Nisaidama, koje su ga njegovale kroz djetinjstvo, za što ih je Zeus nagradio stavljajući ih kao Hejade među zvijezde.
Kad je Dioniz odrastao, otkrio je kulturu vina i način vađenja tog dragocjenog soka, ali ga je ljubomorna Hera pogodila ludilom, koje ga je nagnalo da počne lutati raznim dijelovima svijeta. U Frigiji božica Kibela, u Grčkoj poznata kao Reja, izliječila ga je i naučila ga svetim obredima, te se uputio na putovanje po Aziji učeći ljude uzgoju i obrađivanju vinove loze. Najpoznatije od njegovih putovanja njegova je ekspedicija u Indiju, za koju se tvrdi da je trajala nekoliko godina. Nakon trijumfalnog povratka počinje s objavljivanjem svog učenja po Grčkoj. No, nekoliko mu se knezova usprotivilo u tom pokušaju, strahujući da će njegova učenja dovesti sa sobom nerede i ludilo (kralj Pentej i Lierg)
Kao mladić Dioniz je bio posebno atraktivan. Kad je jednom prigodom prerušen u smrtnika putovao brodom, mornari su ga pokušali oteti i iskoristiti za svoje seksualno zadovoljstvo. No, Dioniz je bio milostiv prema njima te ih je pretvorio u dupine, ali poštedio je kapetana, koji ga je jedini bio prepoznao i pokušao zaustaviti mornare.

### Olimp
Dioniz je gospodar živih i mrtvih, na Olimpu je zdesna Zeusu, a pridaju mu se mnogi epiteti:
- Megapenthes ("onaj od velike patnje"),
- Kissos ("bršljan"),
- Oinops ("vino")

## Dioniz i kršćanstvo
Dionizijska mitologija poslije će naći svoje mjesto unutar kršćanstva. Postoje mnoge paralele između legenda o Dionizu i Isusu. Obojici je majka smrtna žena, a otac vrhovno božanstvo. Obojica su se vratila iz mrtvih i pretvorila vodu u vino. 
Dioniz je također poseban u odnosu na sva druga božanstva s Olimpa po tome što je on božanstvo koje su pojedini sljedbenici osjećali unutar sebe (u manje benignom primjeru utjecaja Dioniza na kršćanstvo, za Dionizove sljedbenike kao i za sljedbenike Pana govori se da su imali utjecaj na moderno viđenje Sotone).

## Dionizijski misteriji
Značajno mjesto u mitovima Grčke zauzimaju dionizijski kult i dionizijski misteriji. U originalnom se obliku na dionizijski kult gleda kao na kult zadužen za uzgajanje vinove loze te dobivanje vina, a u praktičnom smislu za razumijevanje životnog ciklusa vina – utjelovljenje živućeg boga – pravljenje i fermentacija vina – mrtvi bog u podzemlju – opijajući učinak samog pića za koje se smatra da posjeduje božanski duh.
U svom početku kult nije bio zaokupljen samo učenjima o vinu i njegovom tradicijom, već i jednako svim ostalim vidovima vina. Ne treba zaboraviti da je vino nekoć uključivalo mnoge druge sastojke, začine, razne biljke, koji su pridonosili okusu, kvaliteti, medicinskom učinku samog pića. Uzgajanje svog tog bilja originalno podpada pod dionizijsko učenje tvoreći ga općim kultom vegetacije i travarskom školom. Med i pčelinji vosak također su dodavani ranim vinima, dovodeći ga u vezu s još starijim kultom medovine i pčela u neolitskoj Europi. Rojevi pčela u dionizijskoj tradiciji predstavljaju čistu životnu silu. Kako je rečeno, kultu su dodavane biljke koje su bile povezane s vinom, pa tako i bršljan, za koji se smatralo da potiskuje učinke pijanstva i da je suprotnost vinu, te fikus i šišarke.

### Mjesto nastanka
Mjesto nastanka dionizijskih misterija nepoznato je. Gotovo je sigurno da su nastali izvan Grčke, u koju ulaze s dolaskom vina, za koje se smatra da je nastalo 6000 godina prije Krista. Odatle motiv Dionizova odrastanja u nepoznatoj zemlji daleko od Grčke.
Mjesto mogućeg nastanka moglo bi biti planina Arg (planina) na granici Mezopotamije i Perzije ili drevne divlje loze na padinama libijskih planina. Stanovnici Krete preuzimaju vino iz Egipta i Fenicije i prenose ga u Grčku do 1600. prije Krista. Vino je također vjerojatno ušlo u Grčku i kopnenim putem kroz Malu Aziju, no vjerojatno su iz minojske Krete došla prva učenja iz kojih će nastati dionizijski kult.

### Osnovne postavke
Osnovno načelo iz izvornih inicijacija jest tema smrti i ponovnog rođenja prema godišnjim dobima te opsjednutost duhom. Opsjednutost uključuje zazivanje duhova, što je popraćeno zajedničkim plesom, obično uz bubnjeve i frule te karakteristične pokrete tijelom, pokrete kakvi su nađeni unutar svih kultova izazivanja stanja transa.
Za razliku od većine kultova transa, unutar dionizijskih obreda sudionici su bili opsjednuti životinjskim duhovima i entitetima te su se mogli i pretvoriti u životinje. No, najpoželjinja je Dionizova opsjednutost. Razlog postojanja takvog kulta kontroverzan je. Neki ga vide kao ritualizirano otpuštanje potisnutih elemenata civilizirane psihologije i privremenu inverziju, da bi se ti elementi sačuvali. Drugi ga vide kao povratak kaotičnim elementima postojanja i reakcijom protiv civilizacije, dok pak treći u njemu vide njegovu magičnu povezanost s kaotičnim moćima. Moguće je da su sve ove teorije primjenjive u raznim manifestacijama kulta.
Kao i vino, i Dioniz je imao različite "okuse" u različitim regijama. Odražavajući mitsko i kulturno tlo, također se pojavljuje pod različitim imenima u susjednim zemljama.
Činjenica da su Grci u svoja vina dodavali razne druge sastojke navela je mnoge, uključujući Roberta Grovesa, na zaključak kako neki od tih sastojaka imaju halucinogeno djelovanje. To donekle potvrđuje i "čarobni napitak", tadašnje začinjeno vino, koje se povezuje s dionizijskim ritualima, za koji se govori da sadržava otrovni bršljan. Također znamo da su šamani tog područja upotrebljavali daturu i buniku.

## Unutarnje poveznice
- bikla

## Vanjske poveznice
- Dioniz u klasičnoj literaturi i umjetnosti (engl.)
- Dioniz u grčkoj mitologiji (engl.)
- Dioniz, poveznice i informacije (engl.)